# وین گیبسن
وین گیبسن (انگلیسی: Wynne Gibson؛ ۳ ژوئیهٔ ۱۹۰۵ – ۱۵ مهٔ ۱۹۸۷) یک هنرپیشه اهل ایالات متحده آمریکا بود.
از فیلم‌ها یا برنامه‌های تلویزیونی که وی در آن نقش داشته است می‌توان به فرزندان لذت و مرد دنیادیده اشاره کرد.